# Bitwa o Hiệp Hòa
Bitwa o Hiệp Hòa – bitwa stoczona 22 listopada 1963 roku między oddziałami amerykańsko-południowowietnamskimi a siłami Vietcongu i Wietnamskiej Armii Ludowej w bazie wojskowej Hiệp Hòa.

## Przebieg wydarzeń
W nocy 22 listopada 1963, 500 bojowników Vietcongu rozpoczęło szturm na bazę sił specjalnych w Hiệp Hòa. Żołnierze sił specjalnych Wietnamu Południowego oraz komandosi USA stawiali skuteczny opór przy użyciu karabinów maszynowych, ale ich opór został zdławiony przybyciem jednostki moździerzy Wietnamskiej Armii Ludowej. 
Był to pierwszy obóz wojny wietnamskiej zajęty przez Vietcong. Isaac Camacho jeden z czterech pojmanych amerykańskich komandosów, został później pierwszym Amerykaninem, który uciekł z obozu jenieckiego Vietcongu. 